# Ciril Hočevar
Ciril Hočevar, slovenski učitelj in telesnokulturni delavec, * 18. marec 1896, Zagorje v občini Kozje, † 31. marec 1978, Maribor.
Hočevar je bil vsestranski športnik. O telesni kulturi je predaval na tečajih za vaditelje in učitelje osnovnih šol. Pred drugo svetovno vojno je bil med organizatorji Sokola v Mariboru. Po letu 1945 je bil dolgoletni predsednik Društva za telesno vzgojo Partizan Studenci, strokovni pisec in organizator množičnih telovadnih prireditev v Mariboru. Za življenjsko delo v športu je leta 1968 prejel Bloudkovo nagrado.
Po poklicu je bil učitelj, ukvarjal pa se je tudi z lutkarstvom kot vodja in režiser lutkovnega gledališča v Mariboru.